# قاتل بالكاد
قاتل بالكاد هو فيلم حركة تم إنتاجه في الولايات المتحدة وصدر في سنة 2015. الفيلم من إخراج كيل نيومان وكتابة جون اكرو. من بطولة هيلي ستاينفيلد وصوفي تارنر وجيسيكا ألبا وصامويل جاكسون.

## القصة
تدور الأحداث حول جاسوسة وقاتلة محترفة تقرر أن تزيف وفاتها لتبدو طبيعية وتلتحق بالمدرسة الثانوية.

## الميزانية والإيرادات
حقق إيرادات تقدر بـ 6075 دولار.

## وصلات خارجية
- قاتل بالكاد على موقع IMDb (الإنجليزية)
- قاتل بالكاد على موقع ميتاكريتيك (الإنجليزية)
- قاتل بالكاد على موقع روتن توميتوز (الإنجليزية)
- قاتل بالكاد على موقع قاعدة بيانات الأفلام العربية
- قاتل بالكاد على موقع ألو سيني (الفرنسية)
- قاتل بالكاد على موقع أول موفي (الإنجليزية)
- قاتل بالكاد على موقع بوكس أوفيس موجو (الإنجليزية)
- قاتل بالكاد على موقع فيلمافينيتي (الإسبانية)
- قاتل بالكاد على موقع قاعدة بيانات الفيلم (الإنجليزية)
- قاتل بالكاد على موقع ليتربوكسد (الإنجليزية)